# La Sirène (pel·lícula de 1904)
La Sirène és un curtmetratge mut francès de 1904 dirigit per Georges Méliès. Va ser venut per la Star Film Company de Méliès i està numerat del 593 al 595 als seus catàlegs.
El mateix Méliès interpreta el senyor de la pel·lícula. Els efectes especials inclouen maquinària escènica, pirotècnia, escamoteigs, exposició múltiple, fosa i el que es llegeix com un pla viatger (encara que de fet és l'acció que gira cap a la càmera, no al revés). El crític de cinema William B. Parrill sospita que les imatges d'aquesta pel·lícula van influir en Russalka de Vasili Gontxarov (1910).